# Massacres armênio-tártaro (1905–1907)

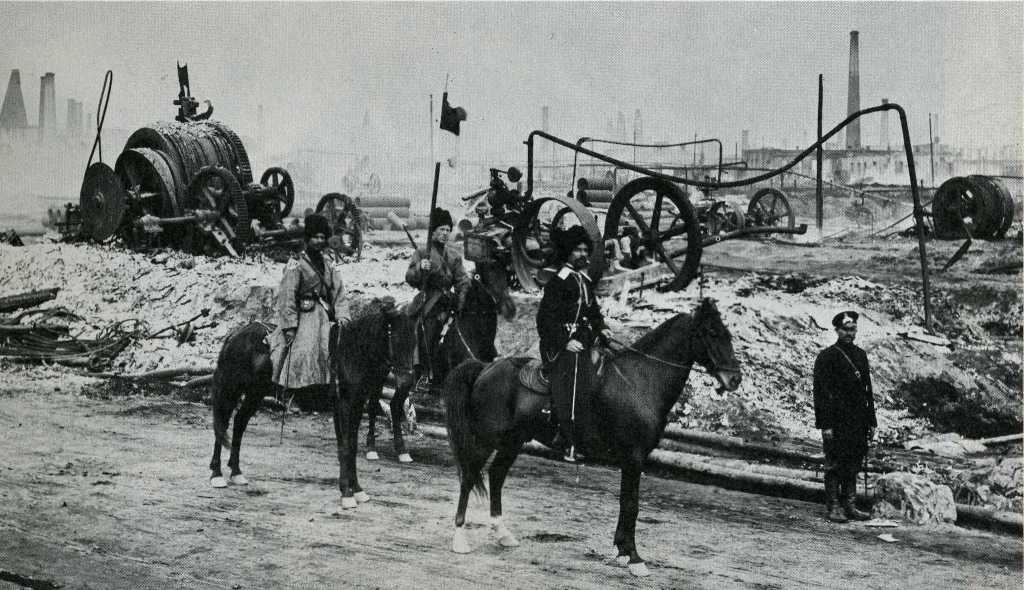
Uma patrulha militar de cossacos próxima a campos petrolíferos de Baku, ca. 1905.

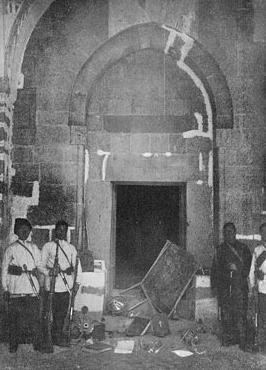
Uma igreja armênia saqueada e destruída pelos azeris.

Os massacres armênio-tártaro (também conhecido como Guerra armênio-tártaro ou Guerra armeno-tártaro e, mais recentemente, Guerra entre azeris e armênios ) refere-se ao sangrento confronto inter-étnico entre cristãos armênios e muçulmanos azeris (na época comumentemente referidos como "Tártaros")   em todo o Cáucaso entre 1905 e 1906.
O massacre começou durante a Revolução Russa de 1905, e levou a perda de centenas de vidas. Os confrontos mais violentos ocorreram no ano de 1905, em fevereiro, em Baku, em maio, em Naquichevão, em agosto, em Shusha e em novembro, em Elizavetopol, causando grandes danos nas cidades e os campos petrolíferos de Baku. Alguns atos de violência, embora de menor escala, eclodiram também em Tiblíssi.[carece de fontes?]